# Hoya acanthominima
Hoya acanthominima, zimzelena biljka iz porodice zimzelenovki, predstavnik potporodice svileničevki. Trajnica je čija su postojbina Filipini, otok Luzon.
Vrsta je opisana 2013. godine